# Улица Ревуцкого (Киев)
Улица Ревуцкого (укр. вулиця Ревуцького) — улица в Дарницком районе города Киева, находится в исторических районах Позняки, Харьковский массив и Осокорки. Проходит от улицы Здолбуновской до перекрёстка с улицами Вырлицкой и Вишняковской. Части улицы проходят в виде променада по берегам озер  Солнечное и Вырлица.
К улице примыкают улицы Михаила Кравчука, Юрия Литвинского, Тростянецкая, Анны Ахматовой, Степана Олейника, Александра Кошица, Декабристов, проспект Николая Бажана и Вишняковская.

## История
Возникла в середине 80-х годов под названием Новое направление Харьковского шоссе или Харьковское шоссе (новое направление). Современное название улица получила в 1987 году в честь Льва Ревуцкого.

## На улице расположены
- Библиотека Дарницкого района им. Николая Руденко (№ 6)
- Культурно-художественный центр Дарницкого района (№ 6)
- Специализированная общеобразовательная школа с углубленным изучением иностранных языков № 290 (№ 13-а)
- Отделение связи № 68 (№ 16-а)
- Отделения Сбербанка Украины № 5397/0507 (№ 15) и № 5397/0508 (№ 26)

## Галерея

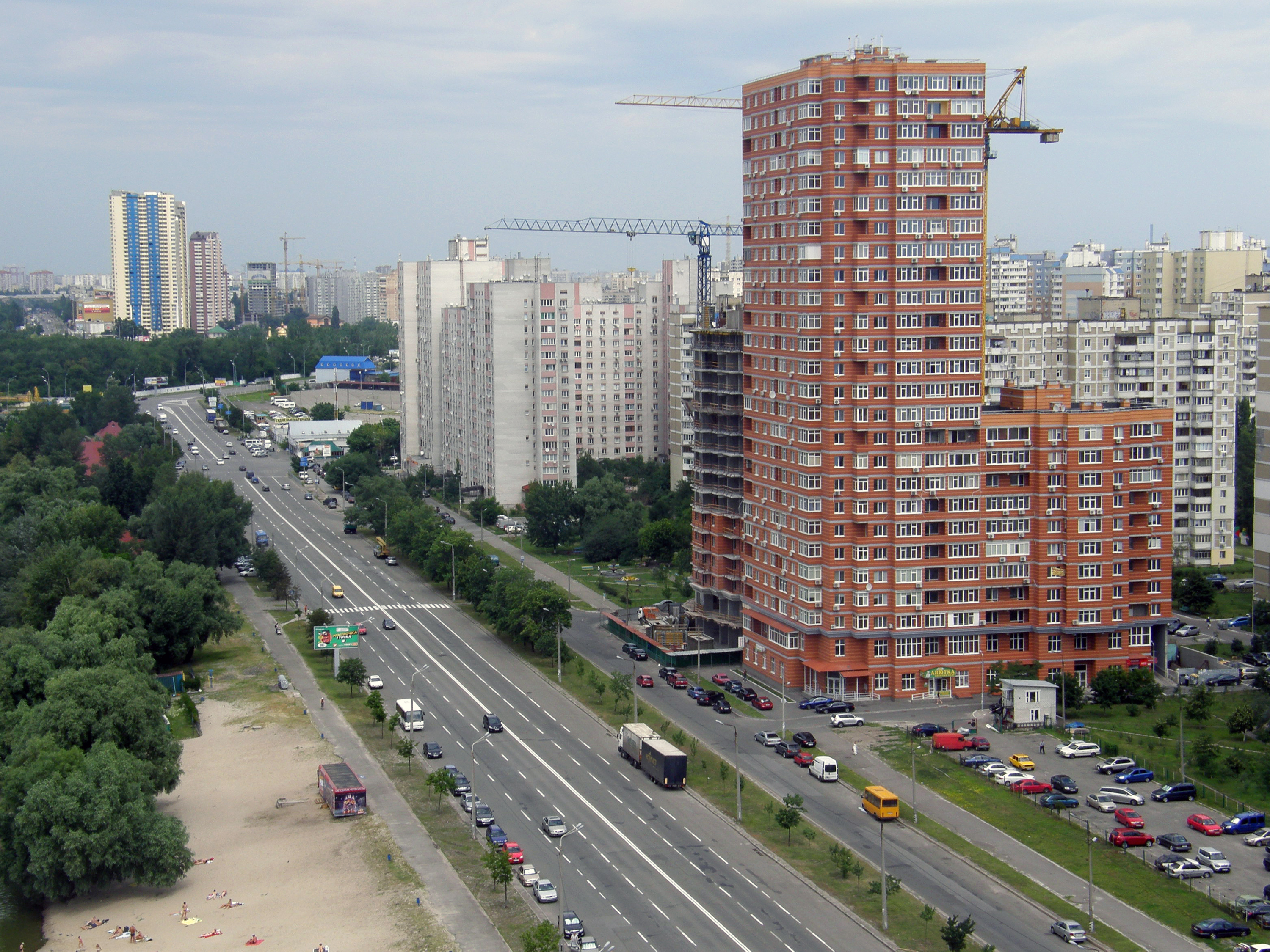
К северу от улицы Юрия Литвинского
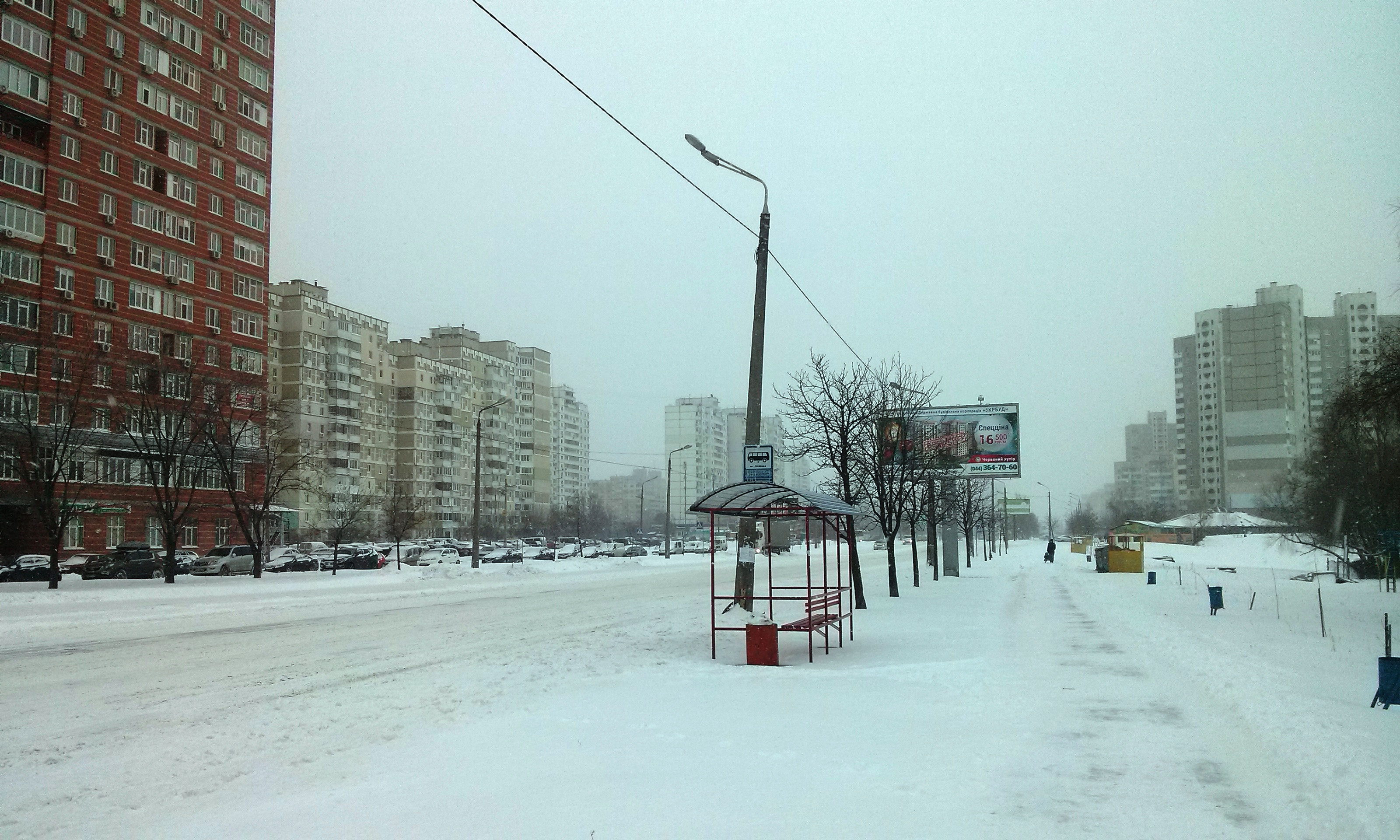
Улица Ревуцкого зимой
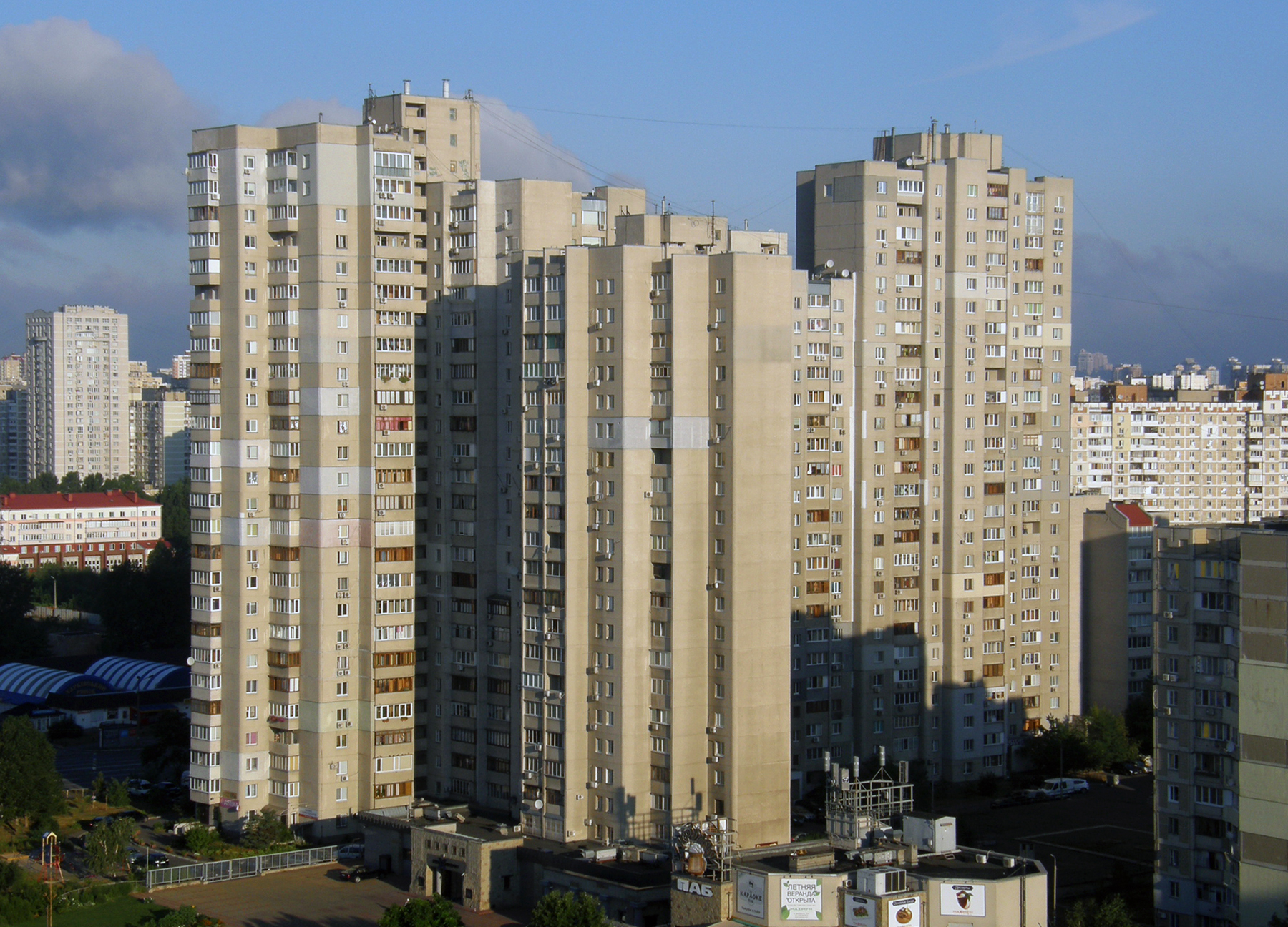
дом с адресом улица Декабристов, 12/37 — высотная доминанта пересечения улицы Ревуцкого и проспекта Бажана
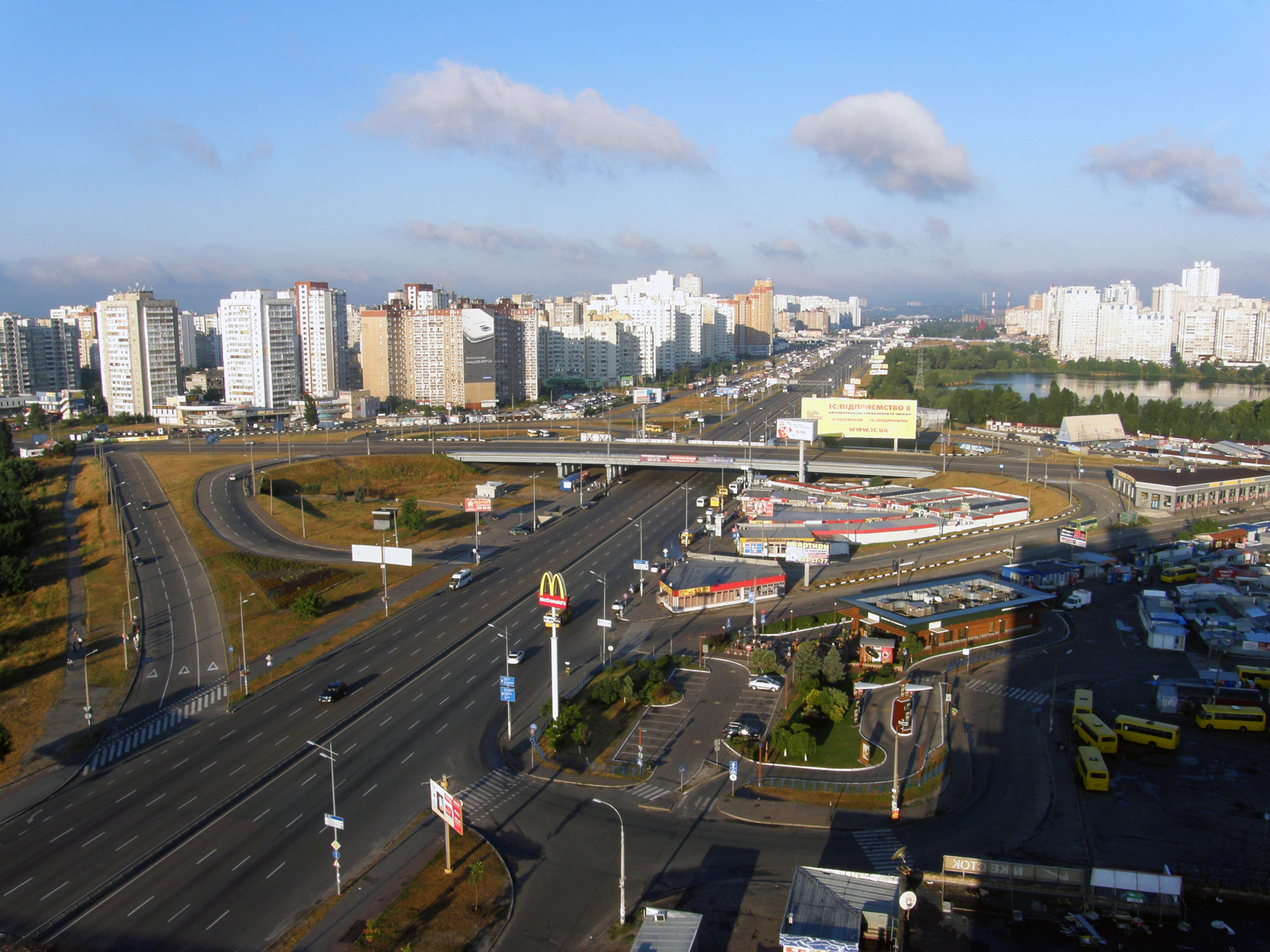
Развязка проспекта Николая Бажана и улицы Ревуцкого